# Music (албум)
„Music“ (букв. – музика) е името на осмия поред студиен албум на Мадона, издаден през 2000 г.
След международния успех на „Ray of Light“ от 1998, Мадона го последва с издаването на „Music“. Повечето песни от албума са по-жизнерадостни и ритмични, което по-късно определя връщането на Мадона към европейската денс музика, но все още е свързана с американския рок. За да постигне по-европейски денс-саунд, тя се обръща към френския продуцент на електронна музика Мируейс Ахмадзе. Според Мадона в началото те имали проблем с разбирането помежду си, тъй като Ахмадзе не говорил английски, а Мадона – много малко френски. Отново, както и с „Ray of Light“, Мадона отново започва работа с Уилям Орбит, с когото написват и продуцират заедно три песни, които са прибавени едва при последната обработка на албума. По време на записите, Мадона е бременна с второто си дете Роко. Това е първият албум на Мадона, който не е записван единствено на територията на САЩ – по-голямата част от записите са осъществени в лондонски студия.
В музикално отношение албумът е различен от това, което Мадона е издавала дотогава. В албума има мрачни електронни ритми („Impressive Instant“), класически китари („Don't Tell Me“, „I Deserve It“, „Gone“), на много места вокодер, който се появява впоследствие и в по-късните албуми на Мадона. Също така, Мадона пее на френски в песента „Paradise (Not for Me)“ и на испански в испаноезичната версия на „What It Feels Like for a Girl“ – „Lo Que Siente La Mujer“, която може да бъде открита в ограничените издания на албума.
За първи път цял албум на Мадона „изтича“ в интернет пространството и хората по целия свят го слушат месеци преди официалната дата на излизане. Warner Music и Мадона не били възхитени от това, поради което започнали акция по затварянето на незаконните сайтове, разпространяващи песните от „Music“.
Песента „American Pie“ е прибавена като последна в европейската и азиатската версия на албума. Мадона съжалила за добавянето ѝ към албума, тъй като след това е имала много правни проблеми поради присъствието ѝ в албума. Песента може да бъде открита и в саундтрака на филма „Почти идеално“, но не е включена в GHV2 – втората ѝ компилация, издадена през 2002. Допълнение към версията на албума, издадена за Австралия и Япония е песента „Cyber-Raga“, написана и продуцирана от Мадона и Талвин Синг. Тя представлява адаптация върху традиционни текстове, взети от „Ведик мантра“ и „Махабхарата“. По-късно песента бива прибавена към някои от европейските издания на синглите от „Music“.

## Списък на песните

### Оригинален траклист
1. „Music“ – 3:44
2. „Impressive Instant“ – 3:39
3. „Runaway Lover“ – 4:48
4. „I Deserve It“ – 4:24
5. „Amazing“ – 3:44
6. „Nobody's Perfect“ – 5:00
7. „Don't Tell Me“ – 4:40
8. „What It Feels Like for a Girl“ – 4:45
9. „Paradise (Not for Me)“ – 6:33
10. „Gone“ – 3:30

### Интернационално издание
1. „American Pie“ – 4:32

### Японско и Австралийско издание
1. „Cyberraga“ – 5:32

### Мексиканско издание
1. „Lo Que Siente La Mujer“ (What It Feels Like for a Girl) – 4:44
2. „What It Feels Like for a Girl“ (Above & Beyond Club Radio Edit) – 3:45

### 2001 специално Tour издание
1. „Music“ (Deep Dish Dot Com Remix) – 11:22
2. „Music“ (HQ2 Club Mix) – 8:51
3. „Don't Tell Me“ (Timo Maas Mix) – 6:55
4. „Don't Tell Me“ (Tracy Young Club Mix) – 11:00
5. „What It Feels Like for a Girl“ (Paul Oakenfold Perfecto Mix) – 7:20
6. „Lo Que Siente La Mujer“ (What It Feels Like for a Girl) – 4:44
7. „What It Feels Like for a Girl“ (видео) – 4:36